# 169 (število)
169 (stó devétinšéstdeset) je naravno število, za katero velja 169 = 168 + 1 = 170 - 1.

## V matematiki
- sestavljeno število.
- osmo središčno šestkotniško število {\displaystyle 169=T_{7}\cdot 8+1;\quad (T_{7}=21)}.
- osmo število Markova.
- osmo Pellovo število.
- središčno osemkotniško število.
- 169 je vsota sedmih zaporednih praštevil, 169 = 13 + 17 + 19 + 23 + 29 + 31 + 37.